# Monico Puentevella
Monico Puentevella (Manilla, 2 juli 1946) is een Filipijns politicus. Puentevella was van 1998 tot 2007 lid van het Filipijns Huis van Afgevaardigden en werd in 2013 gekozen tot burgemeester van Bacolod.

## Biografie
Monico Puentevella werd geboren op 2 juli 1946 in de Filipijnse hoofdstad Manilla. Hij studeerde politieke wetenschappen aan het De La Salle College en behaalde in 1970 zijn bachelor-diploma. Nadien werkte hij in het Filipijnse bedrijfsleven.
Van 1994 tot 2000 was Puentevella Commissioner in de Philippine Sports Commission. Ook was hij voorzitter van het Filipijns Olympisch Comité. In 2001 werd Puentevella namens het kiesdistrict van Bacolod gekozen in het Filipijns Huis van Afgevaardigden. Bij de verkiezingen van 2004 en 2007 werd hij herkozen. In zijn drie termijnen diende Puentevella diverse wetsvoorstellen in. Dertien daarvan werden uiteindelijk aangenomen als wet. Voorbeelden zijn de Quarantine Act uit 2004, de Cheaper Medicines Law, de Civil Aviation Authority of the Philippines Law en de Alternative Fuel Act uit 2004. Bij de verkiezingen van 2013 werd Puentevella gekozen tot burgemeester van Bacolod.
Monico Puentevella is getrouwd met Josefa Alunan.

## Bron
- Profiel Monico Puentevella, i-site.ph (geraadpleegd op 23 januari 2014)
- Profiel Monico Puentevilla, website Bacolod (geraadpleegd op 23 januari 2014)